# 1495
| 1495               |
| ------------------ |
| Dødsfald - Fødsler |
| • Begivenheder     |

| Gregoriansk kalender | 1495 MCDXCV             |
| Ab urbe condita      | 2248                    |
| Armensk kalender     | 944 ԹՎ ՋԽԴ              |
| Kinesiske kalender   | 4191 – 4192 甲寅 – 乙卯 |
| Etiopisk kalender    | 1487 – 1488             |
| Jødisk kalender      | 5255 – 5256             |
| Hindukalendere       |                         |
| - Vikram Samvat      | 1550 – 1551             |
| - Shaka Samvat       | 1417 – 1418             |
| - Kali Yuga          | 4596 – 4597             |
| Iransk kalender      | 873 – 874               |
| Islamisk kalender    | 900 – 901               |

Konge i Danmark: Hans 1481-1513
Se også 1495 (tal)

## Begivenheder
- Den danske Rimkrønike blev trykt som den første bog på dansk.
- 7. august – Rigsdagen i Worms indfører en almen rigsskat, men forsøgene på at skabe en centralmagt ("Kammergericht") i Tyskland bliver modarbejdet af kejser Maximilian 1.
- Det danske orlogsskib Gribshunden synker ud for Ronneby i Sverige.